# 霹雳-4导弹
霹雳-4导弹是中国第一种半主动雷达制导空对空导弹，1966年开始研制，1985年因其性能不能满足要求而停止研制。

## 发展
霹雳-4导弹计划开始1966年4月，计划作为歼-9主要武器。霹雳-4导弹采用“一弹、两头”方案，可以换装半主动雷达和被动红外两种制导头，形成半主动雷达和被动红外两种导弹型号，代号分别为“霹雳-4甲”（PL-4A）和“霹雳-4乙”（PL-4B）。

## 风雷7号
风雷7号衍生自霹雳-4，是中国第一种反辐射导弹，风雷意为风暴。